# فرودگاه شهرستان روان
فرودگاه روان کانتی (به انگلیسی: Rowan County Airport) یک فرودگاه همگانی با کد یاتا SRW است که یک باند فرود آسفالت دارد و طول باند آن ۱۶۷۶ متر است. این فرودگاه در شهر سالیسبوری، کارولینای شمالی کشور ایالات متحده آمریکا قرار دارد و در ارتفاع ۲۳۵٫۶ متری از سطح دریا واقع شده است.